# Гаврюк Євген Юрійович
Євген Юрійович Гаврюк (нар. 23 січня 1987, Орджонікідзе, Дніпропетровська область, УРСР) — російський футболіст українського походження, нападник. Зіграв понад 200 матчів у кубках та чемпіонатах Росії.

## Життєпис
Вихованець ДЮСШ (Орджонікідзе) і «Дніпро-75» (Дніпропетровськ), перший тренер — Геннадій Миколайович Северов. У 2000-х роках переїхав до Росії. Покинувши Україну, став гравцем московської «Академіки». Через деякий час отримав запрошення від французької «Тулузи», став гравцем другого складу французького клубу, зіграв десять матчів та відзначився одним голом. Повернувся до Москви, в «Локомотив». У першому сезоні зіграв два матчі, забив один м'яч за дублюючий склад. У 2006 році перейшов у нальчикський «Спартак», де також був результативним, зігравши дев'ять матчів та відзначився одним голом у дублі. Через сезон відданий в оренду до «Локомотива», за дублюючий склад яуого зіграв вісімнадцять матчів та відзначився 8-ма голами.
З 2007 року виступав у першому і другому дивізіонах чемпіонату Росії. У 2010 році в складі «Нижнього Новгорода» і в сезоні 2013/14 років у складі «Променя-Енергії» ставав бронзовим призером ФНЛ. У складі дзержинського «Хіміка» та саратовського «Сокола» — переможець зонального турніру другого дивізіону в сезонах 2012/13 і 2013/14 років. Всього зіграв 117 матчів у першому дивізіоні та понад 100 — у другому. У складі «Факела» учасник чвертьфіналу Кубку Росії, в якому його команда поступилася «Ростову».
Виступав за юнацьку збірну Росії 1987 р.н. під керівництвом Ігора Чугайнова. У відбірковому турнірі юнацького чемпіонату Європи 2006 року зіграв 5 матчів та відзначився 2 голами.